# Martín Leandro de Costa y Lugo
Martín Leandro de Costa y Lugo fue un poeta sevillano del siglo XVII.

## Biografía
Se desconocen detalles de su biografía. Costa y Lugo era fiel de la fraternidad del Rosario de Nuestra Señora de la Alegría principalmente devotos de la Virgen de la Alegría. En esa congregación pudo haber tenido actividades relacionadas con la devoción en la iglesia de San Bartolomé en Sevilla. Estuvo entre un grupo de intelectuales que frecuentaban en la Casa de Montellano en Sevilla bajo auspicio del bibliotecario real Antonio Dongo Barnuevo. Las composiciones que de él se conocen están incluidas en la Academia de Tejada y Riser (Sevilla, 1667)

## Obras
- Acción de gracias de Sevilla a la gloriosisima Virgen Maria por el gran favor que reconoce en su Santisimo Rosario (1691)